# Clackmannanshire (circonscription du Parlement d'Écosse)
Pour l’article homonyme, voir Clackmannanshire.
Avant les Actes d'Union de 1707, les barons du comté de Clackmannanshire élisaient des commissaires pour les représenter au Parlement monocaméral d'Écosse et à la Convention des États.
Après 1708, le Clackmannanshire et Kinross-shire ont alterné pour envoyer un membre à la Chambre des communes de Grande-Bretagne et plus tard à la Chambre des communes du Royaume-Uni.

## Liste des commissaires du comté
- 1617: Robert Bruce, laird de Clackmannan[1]
- 1639-1641: Thomas Hope de Kerse[2]
- 1639-1640: Sir Alexander Shaw de Sauchie; élu pour servir en l'absence de Hope si nécessaire[2],[3]
- 1644 (convention): — Stewart, laird de Rosyth[4]
- 1644: Sir Charles Erskine de Bandeath[5]
- 1648: Robert Meldrum de Tillibody[6]
- 1649-1650: Sir Charles Erskine de Bandeath[5]
- 1650-1651: Sir Andrew Rollo, laird de Duncrub[7]
- Pendant le Protectorate, Linlithgowshire, Stirlingshire et le Clackmannanshire ont envoyé conjointement un membre au Parlement du Commonwealth.
  - 1654-1655: Thomas Read[8]
  - 1656-1658: Godfrey Rodes[7]
  - 1659-1660: Adrian Scrope[9]
- 1661-1663: Sir Henry Bruce de Clackmannan[10]
- 1665 (convention): Sir Charles Erskine de Alva and Cambuskenneth[11],[12]
- 1667 (convention): Sir Henry Bruce de Clackmannan[10]
- 1667 (convention): Sir Charles Erskine de Alva and Cambuskenneth[11],[12]
- 1669-1674: Sir Henry Bruce de Clackmannan[10]
- 1678 (convention): David Bruce de Clackmannan[13]
- 1681-1682: Sir William Sharp de Tullibodie[14],[15]
- 1685-1686: David Bruce de Clackmannan[13]
- 1689 (convention): David Bruce de Clackmannan [13]
- 1689: David Bruce de Clackmannan (siège déclaré vacant le 28 avril 1693 car il n'avait pas signé l'assurance; vacant à nouveau le 21 mai 1700 car il n'avait pas signé l'Association)[13]
- 1700-1702: Sir John Erskine de Alva[16],[17]
- 1703-1707: Alexander Abercromby de Tullibody[18]